# 呂承祐
呂承祐（1988年6月15日—），台灣舞台劇演員，現為躍演音樂劇團團員，曾短暫在花蓮瑞美國小擔任英文代課老師，後轉行投入表演工作，從排練助理做起，陸續從事劇團行政、劇場工作。曾演出《釧兒》、《勸世三姊妹》等作品。

## 學歷
- 國立台灣師範大學英語系

## 經歷
- 花蓮瑞美國小擔任英文代課老師（2010）
- 台中歌劇院藝術進校音樂劇表演教師（2020-2022）

## 演出作品
| 年份 | 作品名稱                                      | 角色           |
| ---- | --------------------------------------------- | -------------- |
| 2015 | 《釧兒》                                      | 兒子阿強       |
| 2016 | 《撲克臉男孩》                                | 王曉天         |
| 2017 | 《DAYLIGHT》                                  | 林哲志         |
| 2017 | 《第一街首部曲》                              | 楊勇星         |
| 2017 | 《小安、金剛與學舌鳥》                        | 電梯小姐、金剛 |
| 2018 | 《飛過寬街的紙飛機》（源自《第一街-首部曲》） | 楊勇星         |
| 2021 | 《校慶運動會之藍綠大對抗》                    | 籃球選手       |
| 2021 | 《勸世三姊妹》                                | 阿獅/阿狗      |
| 2021 | 《搖滾兒歌｜呼叫！夏天戰隊：小組大集合》      |                |
| 2022 | 《夢幻愛程The Fantasticks》                   |                |
| 2022 | 《徽因》                                      | 群演           |
| 2023 | 《沒有臉的娃娃》（源自《撲克臉男孩》）        | 王曉天         |

## 外部連結
呂承祐 Steven Lu的Facebook專頁